# Vườn quốc gia Alas Purwo
Vườn quốc gia Alas Purwo là một vườn quốc gia nằm trên bán đảo Blambangan ở Banyuwangi, cực đông nam của tỉnh Đông Java, Indonesia. Vườn quốc gia này nổi tiếng với đàn bò banteng hoang dã cùng bãi biển Plengkung, một khu vực lướt sóng nổi tiếng.
Tên của nó có nghĩa là khu rừng đầu tiên hoặc khu rừng cổ đại, theo truyền thuyết của người Java nói rằng, Trái Đất xuất hiện lần đầu tiên từ đại dương ở đây.

## Địa lý
Vườn quốc gia này nằm trên bán đảo Blambangan ở mũi phía đông nam của đảo Java, dọc theo bờ của eo biển Bali. Với diện tích 434 km² vườn quốc gia bao gồm các khu rừng ngập mặn, xavan, rừng gió mùa đất thấp và những bãi biển có dải san hô. Một điểm nghỉ dưỡng lướt sóng nổi tiếng mang tầm quốc tế nằm dọc theo rìa vườn quốc gia tại Plengkung bên bờ vịnh Grajagan.

## Động thực vật
Các loài thực vật đáng chú ý trong vườn quốc gia gồm Terminalia catappa, Calophyllum inophyllum, Sterculia foetida, Barringtonia asiatica và Manilkara kauki.
Về động vật, đây là nơi cư trú của một số loài động vật quý hiếm nguy cấp của Indonesia như là bò banteng, sói đỏ, voọc Đông Java, công xanh, gà rừng lông đỏ, vích, đồi mồi, đồi mồi dứa.